# Königsau
Königsau là một xã thuộc huyện Bad Kreuznach trong bang Rheinland-Pfalz, phía tây nước Đức. Xã Königsau có diện tích 2,02 km², dân số thời điểm ngày 31 tháng 12 năm 2006 là 70 người.